# Cryptocoryne uenoi
Cryptocoryne uenoi là một loài thực vật có hoa trong họ Ráy (Araceae). Loài này được Yuji Sasaki mô tả khoa học đầu tiên năm 2002.